# جان دیوید جکسون (فیزیکدان)
جان دیوید جکسون (انگلیسی: John David Jackson؛ (زاده ۱۹ ژانویه ۱۹۲۵ – درگذشته ۲۰ مه ۲۰۱۶) یک فیزیک‌دان اهل ایالات متحده آمریکا بود. وی استاد بازنشسته دانشگاه کالیفرنیا، برکلی، پژوهشگر ارشد بازنشسته آزمایشگاه ملی لارنس برکلی و عضو آکادمی ملی علوم ایالات متحده می‌باشد. شهرت او عمدتاً به خاطر مقالات و درس‌گفتارهایش در زمینه فیزیک ذرات و نیز کتاب مشهور او در زمینهٔ الکترومغناطیس کلاسیک است.